# José Antonio Teixeira Vitienes
José Antonio Teixeira Vitienes (Santander, Cantàbria, 18 de juliol de 1970), conegut com a Teixeira Vitienes II, és un àrbitre de futbol càntabre de la primera divisió espanyola de futbol. Pertany al Comitè d'Àrbitres de Cantàbria. És germà del també àrbitre Fernando Teixeira Vitienes.
Aconseguí l'ascens a Primera Divisió d'Espanya conjuntament amb el col·legiat gallec Ignacio Iglesias Villanueva. Va debutar a la primera divisió el 29 d'agost de 2010 en el partit entre el Deportivo de La Corunya i el Reial Saragossa (0-0).

## Premis
- Trofeu Vicente Acebedo: 2010